# Per Texas Johansson

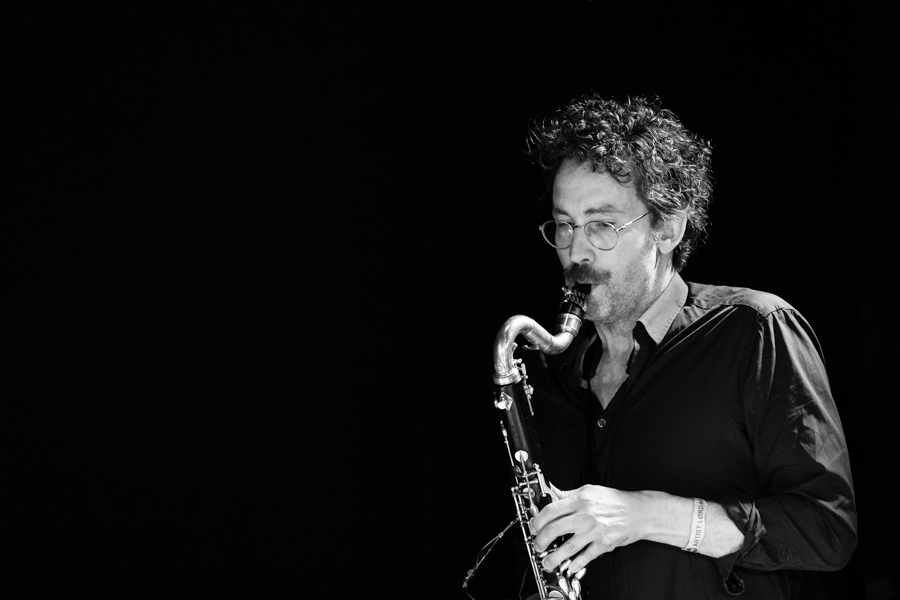
Per Texas Johanson (2019)

Per „Texas“ Johansson (* 18. März 1969 in Södertälje) ist ein schwedischer Jazzmusiker (Holzblasinstrumente).

## Leben und Wirken
Per „Texas“ Johansson arbeitete vor 1990 mit Thore Swanerud, Gugge Hedrenius, in den 1990er-Jahren im Stockholm Jazz Orchestra und Lina Nyberg. 1997 nahm er mit Fredrik Ljungkvist, Dan Berglund und Mickel Ulfberg sein Debütalbum auf (EMI/Kaza). In den 2000er-Jahren spielte er außerdem mit Atomic, Goran Kajfeš, Peter Asplund, Dicken Hedrenius, dem Bo Kaspers Orkester und mit Torbjörn Zetterberg. Er arbeitete auch mit eigenen Bands, aus denen Musiker wie Paal Nilssen-Love und Johan Lindström hervorgingen. Weiterhin gehörte er zu Mats Gustafssons Fire! Orchestra (Echoes). Im Bereich des Jazz war er zwischen 1987 und 2023 an 57 Aufnahmesessions beteiligt.
Er ist nicht mit dem gleichnamigen Fußballspieler (* 1978) und mit dem Jazzmusiker Per „Rusktrask“ Johansson zu verwechseln, der u. a. mit Nils Landgren und Victoria Tolstoy arbeitete.

## Preise und Auszeichnungen
Für sein Album Alla Mina Kompisar erhielt Johansson 1998 den Gyllene Skivan; eine weitere Gyllene Skivan erhielt er 2015 für De långa rulltrapporna i Flemingsberg!.

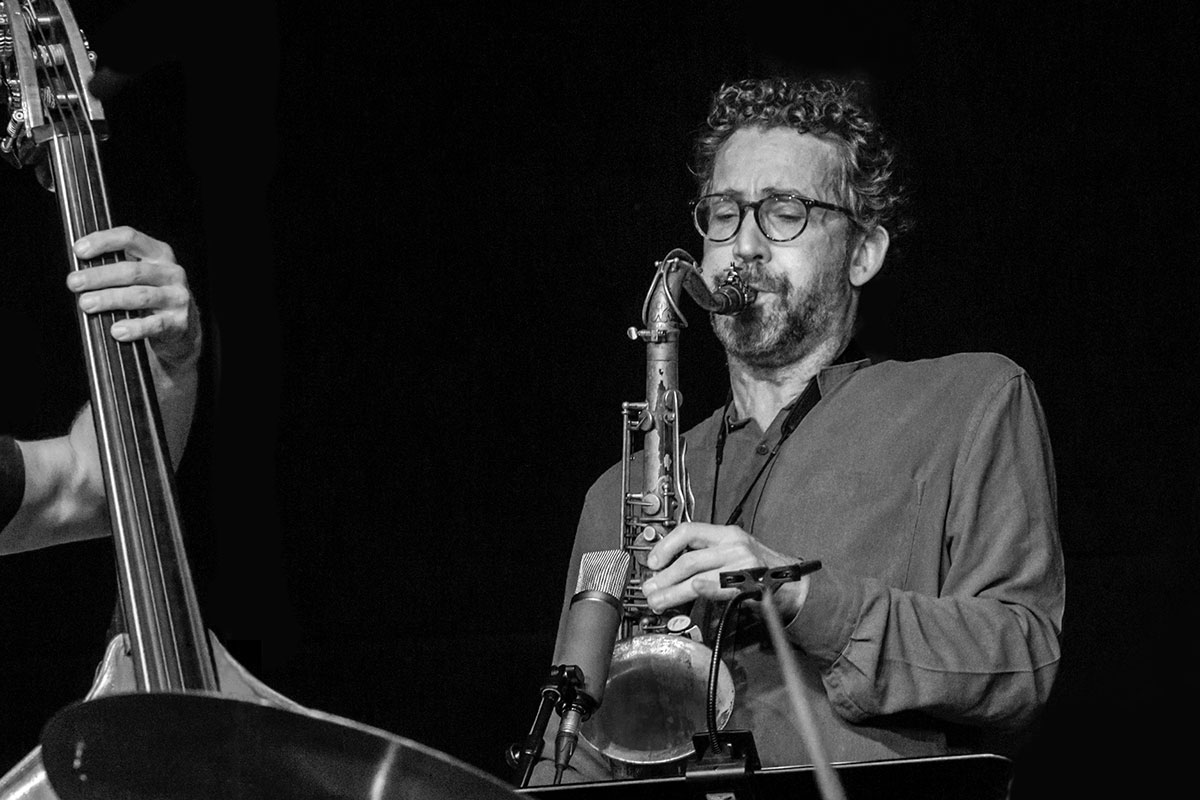
Per Texas Johansson (2022)

## Diskographische Hinweise
- Rebecka Törnqvist & Per 'Texas' Johansson: The Stockholm Kaza Session (EMI, 1996)
- Alla Mina Kompisar (EMI Svenska AB, 1998)
- Man Kan Lika Gärna Leva (Kaza, 1999)
- Per 'Texas' Johansson Remixad av Jens Lodén – Holon (EMI, 2001)
- Per Texas Johansson, Konrad Agnas & Torbjörn Zetterberg: Oracle (Moserobie, 2019)
- Per Texas Johansson: Stråk på himlen och stora hus (2019)
- Gard Nilssen’s Supersonic Orchestra: If You Listen Carefully the Music Is Yours (Odin, 2020)
- Per Texas Johansson: Den sämsta lösningen av alla (2023)
- Unionen: Unionen (We Jazz.2024), mit Ståle Storløkken, Petter Eldh, Gard Nilssen